# MapR
Pour les articles homonymes, voir MAPR.
MapR est une entreprise basée à San Jose, en Californie, qui développe et vend des solutions dérivées de Apache Hadoop.